# Domingo Calisto Alcalde Prieto
Domingo Calisto Alcalde Prieto (Valladolid, 1830-1903) fue un catedrático y jurista español.

## Biografía
Nació en Valladolid el 14 de octubre de 1830. Sus padres eran: Francisco Alcalde, capitán retirado, y Paula Prieto, naturales de Ledesma y Ercia, respectivamente.
En 1846 se graduó de bachiller en Filosofía, en la Universidad Literaria de Valladolid. En 1852 recibió el grado de bachiller en Jurisprudencia por la Universidad de Valladolid. Tres años después obtuvo el título de Licenciado en Derecho de la Universidad de Valladolid, con premio extraordinario. En 1856 se graduó como doctor en Derecho, en la Universidad Central de Madrid. Dos años después vuelve a graduarse como Licenciado en Derecho Administrativo por la Universidad Central.
Ejerció como catedrático en la Universidad Literaria de Valladolid, donde dictaba clases de Historia, Literatura General y Española y Filosofía. También fue profesor en el Seminario Metropolitano de Valladolid. Entre 1867 y 1869 fue profesor de Psicología, Lógica y Filosofía Moral en el Instituto de Vergara e Instituto de Ávila. A comienzos de la década de 1970 trabajó como catedrático en la Universidad de Zaragoza, donde impartió clases de Derecho Civil Español, Común y Foral. En esta misma universidad llegó a ser decano de la facultad de derecho.
Alcalde Prieto fue Miembro del Ilustre Colegio de Abogados de la Audiencia de Valladolid y fundador del periódico Crónica Mercantil. También se desempeñó como Asesor del Juzgado de Primera Instancia de Vergara y miembro correspondiente de las reales academias de la Historia y de Jurisprudencia y legislación.
Murió el 9 de junio de 1903.

## Obras
- 1856: Influencia del cristianismo en el Derecho, y en particular, en el Público Europeo.[8]
- 1861: Manual Histórico Descriptivo de la Ciudad de Valladolid.
- 1862: La Ley Hipotecaria.
- 1876: Programa de Historia y elementos de Derecho civil español, común y foral, 3ª edición.
- 1877: El deber moral y jurídicamente considerado. Discurso leído en la apertura de curso (publicado en la prensa).
- 1878: Ernesto Lehr, Tratado de derecho civil germánico o alemán (traducción).
- 1880: Curso sinóptico-bibliográfico.[8]
- 1880: Las leyes de Toro.
- 1880: Curso teórico-práctico de Derecho civil español, común y foral.
- 1889: Introducción al estudio del Derecho civil español.